# Abadengo de Torío (comarca)
Abadengo de Torío es una comarca tradicional de la provincia de León en España. Está formada por parte del ayuntamiento de Garrafe de Torío. La comarca esta a escasos kilómetros de la capital.
En la comarca de Abadengo de Torío, el paisaje es el típico de un páramo con suaves cerros, situada sobre el cauce del río Torío antes de su paso por la capital. Históricamente el término se vincula a la Jurisdicción de Abadengo de Torío.

## Poblaciones
| Abadengo de Torío       |
| Fontanos de Torío       |
| La Flecha de Torío      |
| Pedrún de Torío         |
| Riosequino de Torío     |
| Ruiforco de Torío       |
| Villanueva de Manzaneda |

## Municipios
| Municipios       | Habitantes (2012) | Superficie (km²) | Densidad (hab/km²) |       |
| Garrafe de Torío | 1.374             | 125,27           | 10,97              |       |
|                  | Total             | 1.374            | 125,27             | 10,97 |
| ---------------- | ----------------- | ---------------- | ------------------ | ----- |